# Zondagswet
De Zondagswet is een onderdeel van de Nederlandse wetgeving waarin de zondagsrust geregeld wordt.
De Zondagswet beoogt een rustdag in de week te bieden en beperkt daartoe een groot aantal activiteiten die de uitoefening van godsdienst en algemene gelegenheid tot inkering zouden verstoren. Op grond van artikel 3 van de Zondagswet is het verboden om op zondagen geluid te maken dat op een afstand van meer dan 200 meter hoorbaar is. Verder bepaalt artikel 4 van de Zondagswet dat het verboden is op zondag voor 13 uur openbare vermakelijkheden te houden, daartoe gelegenheid te geven of daaraan deel te nemen.
Het voorschrift wordt genuanceerd met een clausule voor stille activiteiten:
Ten aanzien van openbare vermakelijkheden, waarvan redelijkerwijze geen beletselen voor de viering van de Zondag en geen verstoring van de openbare rust op de Zondag zijn te duchten, wordt bij algemene maatregel van bestuur bepaald, dat zij niet als openbare vermakelijkheden in de zin van deze wet zullen worden beschouwd.
Ook de Winkeltijdenwet bevat regels met betrekking tot de zondag: deze wet bepaalt dat winkels niet op zon- en christelijke feestdagen open mogen zijn, tenzij de gemeenteraad bij verordening vrijstelling verleent.

## Achtergrond
De wet kwam tot stand op 15 oktober 1953 omdat de bestaande Zondagswet uit 1815 niet voldeed. Overtreders riskeerden namelijk - in theorie - een gevangenisstraf van drie dagen. Diverse pogingen om een vernieuwde Zondagswet te maken, waren mislukt. Daarbij verdween de drang ook door de arbeidswetgeving van 1919, die voorzag in de achturige werkdag, de vrije zaterdagmiddag en de vrije zondag. De Winkelsluitingswet van 1932 voorzag in de sluiting van winkels op zondag, maar maakte een uitzondering voor Joodse winkels, die vanaf zondagmiddag twee uur open mochten zijn. De katholieken stemden voor, de meeste protestanten tegen. Samen hadden ze een meerderheid in de Tweede Kamer, maar zij dachten verschillend over de zondagsrust. SGP-leider ds. Pieter Zandt vond de Zondagswet van 1953 te slap en stemde tegen. Het was derhalve vooral te danken aan de PvdA, die opkwam voor de rechten en vrijheden van mensen die op zondag niet naar de kerk gingen, dat de wet werd aangenomen. Tijdens kerktijd op zondagmorgen moesten rust en het vermijden van gerucht gegarandeerd zijn en waren de openbare vermakelijkheden pas toegestaan na 13.00 uur. Bij het tot stand komen van de vernieuwde Winkeltijdenwet in 1996 was de zondagswetgeving een complicerende factor.

## Pogingen tot afschaffing
Er zijn meerdere pogingen geweest om de Zondagswet af te schaffen. In 2007 en 2010 mislukten pogingen hiertoe van respectievelijk de VVD en D66. Een gezamenlijke motie van die twee partijen werd in 2012 wel door de Tweede Kamer aangenomen. De toenmalige minister Plasterk van Binnenlandse Zaken gaf in 2015 echter aan geen gehoor te geven aan deze motie. Nadat D66 vervolgens aangekondigde een initiatiefwet in te dienen om de Zondagswet af te schaffen, gaf Plasterk aan de motie toch uit te willen voeren. Hiervoor moest echter eerst een nieuwe wet opgesteld worden, wat enige tijd kon duren. Zover kwam het uiteindelijk niet, omdat het kabinet-Rutte III vlak na haar aantreden in 2017 aangaf dit besluit terug te draaien. Dit was een wens van de partijen CDA en ChristenUnie, die deel uit maakten van het nieuwe kabinet.